# Australsk skeand
Australsk skeand (Anas rhynchotis) er en andefugl der lever i Australien og på New Zealand.